# پس از عشق
بعد الحب نام یکی از آلبوم‌های کاظم الساهر، خواننده، شاعر و آهنگساز عراقی است. این آلبوم که مشتمل بر ۷ آهنگ می‌باشد در سال ۱۹۹۵ میلادی و توسط شرکت ریلاکس‌این منتشر شد.

## آهنگ‌ها
- «بعد الحب» – ۱۶:۰۶
- «ضمني علي صدرك» – ۴:۱۲
- «كلك على بعضك حلو» – ۵:۵۱
- «ميرسي» – ۵:۲۸
- «مين قساك» – ۸:۵۶
- «ها حبيبي» – ۴:۰۶
- «ياهلا بهالطول» – ۶:۲۲